# Conestoga College
Conestoga College Institute of Technology and Advanced Learning (în română Institutul  Conestoga College de Tehnologie și Învățare Avansată) este o universitate (politehnică) publică din Kitchener, Ontario, Canada.

## Istoric
În 1967 colegiul a fost înființat drept Conestoga College of Applied Arts and Technology  (în română Colegiul de Arte Aplicate și Tehnologie Conestoga) de către guvernul provinciei Ontario pentru a acorda diplome și certificate de competențe.
Inițial, colegiul a avut programe de licență în ingineria mecanică. Din 2003 are programe de licență în arhitectură, iar din 2007 în tehnologia informației și comunicațiilor.
La începutul anilor 2020, 70 până la 81 % dintre cei înscriși la Conestoga au fost studenți străini, cel mai frecvent din India, cu o creștere a studenților străini de 1579 % până în 2014. Totalul veniturilor sale a crescut de la an la an, cu peste 137 de milioane de dolari. Din 2023 Conestoga College a oferit pentru studenții străini 30 395 de locuri, mai mult de dublu față de alte instituții de învățământ superior din Canada. În martie 2024 Conestoga College a fost criticat de către ministrul federal al imigrației, refugiaților și cetățeniei Marc Miller pentru practica sa de înscriere a studenților străini. Colegiul se așteaptă să piardă peste jumătate din actualii studenți străini.
Din 2023, cu peste 30 000 de studenți cu vize de studiu, are cei mai mulți studenți străini dintre toate instituțiile de învățămînt superior din Canada.

## Programe de studii
Conestoga are programe de unul, doi, trei sau patru ani, precum și programe de formare profesională. Există, de asemenea, multe opțiuni disponibile studenților, inclusiv diplome de patru ani în ingineria mecanică, tehnologia informației și comunicațiilor, arhitectură, informatică medicală sau managementul afacerilor internaționale.

### Meserii și formare profesională
Colegiul are programe pentru meserii în campusurile din Kitchener, Waterloo, Cambridge și Guelph și facilități de antrenament în Brantford și Ingersoll. Programele școlii acoperă sectoarele de construcții, putere motrice, sectoare industriale și de servicii, precum și programe de formare profesională tradițională și, cel mai recent, de formare prealabilă, oferite în parteneriat cu întreprinderi private. La sfârșitul anului 2019 președintele colegiului a prezentat un plan de reunire în viitor într-un singur loc al tuturor programelor pentru meserii, dar data mutării nu a fost precizată în acel moment.

## Campusuri
Campusul principal al Conestoga College este campusul Doon. Este situat la capătul de sud al orașului Kitchener și este sediul birourilor administrației centrale. Aici se țin majoritatea cursurilor oferite de colegiu. Campusurile regionale au programe orientate.
1. Brantford: 274 Colborne St.[23]
2. Cambridge: 850 Fountain St. South, 25 Reuter Drive[24]
3. Guelph: 460 Speedvale Ave. West[25]
4. Ingersoll: 420 Thomas St.[26]
5. Kitchener: 299 Doon Valley Drive (Doon Campus), 49 Frederick St. (downtown)[27]
6. Milton: 8160 Parkhill Dr., 433 Steeles Ave. East[28]
7. Stratford: 130 Youngs St.[29]
8. Waterloo: 108 University Av. East[30]

### Campusul Milton planificat
Orașul Milton și Universitatea Wilfrid Laurier au acționat împreună din 2008 pentru a dezvolta pe terenul de 61 de hectare donat de oraș a campusului din Milton în cadrul obiectivului Milton Education Village (MEV), planificat. Ulterior, universitatea a colaborat cu Conestoga College, care să adăuge acolo un campus satelit.
În aprilie 2018 provincia a anunțat un plan de finanțare de 90 de milioane de dolari pentru proiect. Construcția campusului de 61 de hectare era de așteptat să se încheie în trimestrul al 3-lea din 2021. Între timp, colegiul ar oferi cursuri în spații închiriate, începând din septembrie 2019.
În octombrie 2018 noul guvern provincial (ales în iunie 2018) a retras finanțarea înainte de a începe construcția, invocând un deficit al provinciei mai mare decât se aștepta. Acest lucru a anulat efectiv planurile pentru proiectul comun cu Laurier. Primarul Gord Krantz a spus că orașul va căuta alternative pentru finanțarea campusului Milton Education Village. Un comunicat de presă emis de colegiu a spus că va continua să colaboreze cu Laurier, „guvernul, industria și partenerii din comunitate pentru a dezvolta un model revizuit pentru o educație postliceală sustenabilă economic... în Milton...”.

### Extinderea campusului din Cambridge
În 2019 colegiul a decis să achiziționeze 17 hectare de teren în Cambridge, pentru a muta acolo la o dată viitoare toate programele pentru meserii (oferite în diferite campusuri), însă în anunțul de la sfârșitul lui 2019 nu au fost date detalii. Noul campus a fost deschis la Reuter Drive în toamna anului 2022, pe 16 hectare de teren lângă autostrada 401. Colegiul își propune să modernizeze și să unifice toate programele de calificare în diverse meserii în acest unic loc.

### Extinderea planificată a campusului din Guelph
Colegiul a funcționat câțiva ani într-un mic campus din Guelph, iar la sfârșitul anului 2019 a informat presa că a fost planificată o extindere majoră după ce programul pentru meserii va fi mutat la Cambridge. „În cinci sau șase ani vom avea cel puțin 5000 de studenți acolo... [cu] programare cu servicii complete”, a spus președintele colegiului John Tibbits. La acea vreme, campusul Guelph avea aproximativ 1000 de studenți.
În 2023, colegiul a anunțat că va cumpăra o clădire care se va elibera în curând în centrul orașului Guelph, prima fază a unui nou campus, programat să se deschidă în 2025. La capacitate maximă, noul campus din centrul orașului Guelph va avea aproximativ 5000 de studenți.

### Alte clădiri
- Centrul recreativ
- Centrul ATS (Automation Tooling Systems Inc.)
- Centrul de prelucrare a lemnului din Ontario

### În viitor
Profilul de Inginerie și Tehnologia Informației a fost mutat în 2011 într-o nouă extindere a campusului Doon, vizavi de locul actual de pe Autostrada 401. Acest loc din orașul Cambridge va avea în cele din urmă un spațiu de 9,3 hectare.
Prima etapă a noului campus din Cambridge a fost finalizată și deschisă la începutul semestrului de toamnă din 2011. Clădirea, de 24000 m2, găzduiește Școala de Inginerie și Informatică, precum și Institutul de Tehnologie Alimentară. Programul de Inginerie este orientat pe fabricația avansată, robotică, energie regenerabilă, telecomunicații și informatică. Extinderea a mărit capacitatea cu 2350 de locuri suplimentare cu normă întreagă și a permis crearea a încă 800 de locuri noi pentru formări profesionale.
În mai 2019 s-a anunțat că în ianuarie 2020 la Market Square Shopping Center se va deschide un nou campus în centrul orașului pentru programul de afaceri internaționale. Acesta va avea la început 1000 de studenți.

## Viața studențească
- CJIQ 88.3 FM este postul de radio al campusului colegiului. Este folosit pentru programul de emisie prin radio al cursurilor și pentru jurnalism.[45]
- Conestoga Connected este o emisiune de știri săptămânală de jumătate de oră despre programele studenților din Conestoga College: știri, evenimente, inovații, sport, viață în afara campusului și absolvenți. Este creat și produs de studenții din anul II Broadcast Television.

Echipele sportive studențești ale Conestoga College sunt numite „Condori”. Ei concurează cu echipe la nivel de universități. Există atât programe interne, cât și externe.